# Theyab Awana
Theyab Awana Ahmed Hussein Al-Musabi (arab. ذياب عوانة, ur. 8 kwietnia 1990 w Abu Zabi, zm. 25 września 2011) – emiracki piłkarz, przez całą karierę grał na pozycji prawego pomocnika lub skrzydłowego w drużynie Baniyas SC.

## Kariera piłkarska
Theyab Awana od początku kariery występował w zespole Baniyas. W 2009 zadebiutował w reprezentacji Zjednoczonych Emiratów Arabskich. W 2011 został powołany do kadry na Puchar Azji rozgrywany w Katarze. Jego drużyna zajęła ostatnie miejsce w grupie i nie awansowała do dalszej fazy.
W swojej karierze zasłynął tym, że w meczu z Libanem strzelił piętą gola z rzutu karnego.

## Śmierć
Zginął 25 września 2011 roku w wypadku samochodowym.